# فرودگاه گرم
فرودگاه گرم (به انگلیسی: Gorham Airport) یک فرودگاه خصوصی است که یک باند فرود چمن دارد و طول باند آن ۸۱۳ متر است. این فرودگاه در کشور ایالات متحده آمریکا قرار دارد و در ارتفاع ۲۵۵ متری از سطح دریا واقع شده‌است.